# Eduardo Sastre
Eduardo Sastre (22 settembre 1910 – ...) è stato uno schermidore argentino.

## Biografia
Ha partecipato ai Giochi della XV Olimpiade di Helsinki nel 1952.

## Palmarès
In carriera ha conseguito i seguenti risultati:
- Giochi panamericani:

Buenos Aires 1951: argento nel fioretto a squadre.